# 李㟧
李㟧（?—?），又作李崿，字伯高，唐朝官员，出自赵郡李氏。
他与族子李丹叔（字南诚）、李惟岳（字谟道），还有广平程休（字士美）、河间邢宇（字绍宗）、邢宙（字次宗）兄弟、南阳张茂之（字季丰）、梁人乔潭（字源）、弘农杨拯（字齐物）、清河房垂（字翼明）、柳识等人，都是河南元德秀的弟子。杨拯是隋观王杨雄之后，举进士，官至右骁卫骑曹参军。李㟧与杨拯名最著，乔潭、柳识以文章传于后世。
李㟧考中制科，担任南华县令。发大水，其他县出现饥荒，人们都去南华逃荒，李㟧为他们提供稠粥，他们离开时，又送上干粮，官吏为他立碑。安禄山之乱，李㟧客居清河，为清河向平原郡太守颜真卿请救兵，清河郡获得保全。贞元初年，官至吉州刺史、庐州刺史。